# Arthur Forbes, 1:e earl av Granard
Arthur Forbes, 1:e earl av Granard, 2:e baronet, född 1623, död 1696, var en irländsk krigare, son till sir Arthur Forbes, far till Arthur Forbes, 2:e earl av Granard och farfar till George Forbes, 3:e earl av Granard.
Forbes stred under Montrose i inbördeskriget för Stuartarnas sak, erhöll efter restaurationen viktiga ämbeten på Irland och upphöjdes 1684 till earl av Granard. Hans protestantiska sinnelag ådrog honom Jakob II:s onåd, och han bistod under sina sista år Vilhelm III vid dennes erövring av Irland.